# Carl Cox

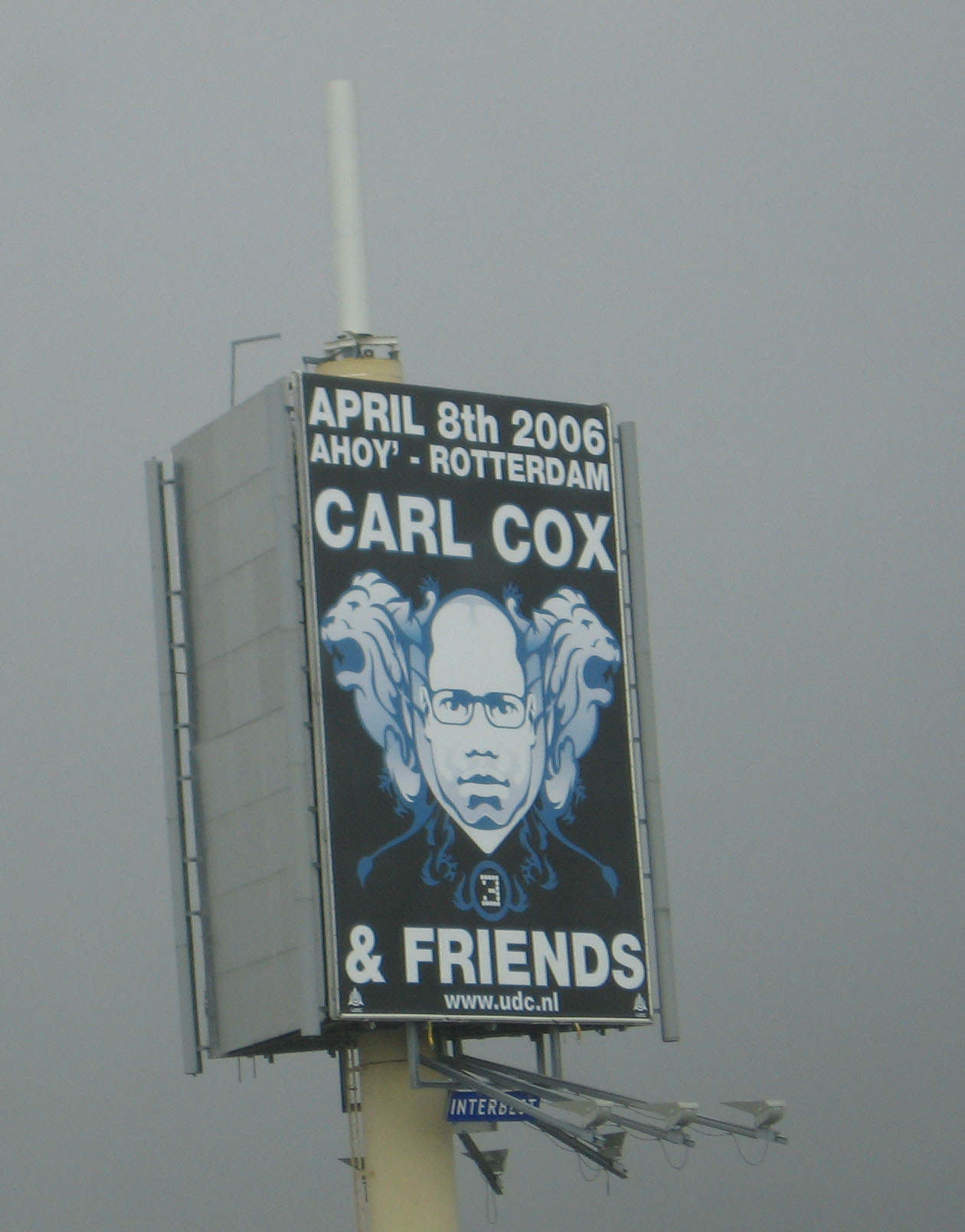
Carl Cox concertaankondiging

Carl Cox (Oldham, 29 juli 1962) is een Britse house- en techno-dj.

## Biografie
Vanaf zijn 10e jaar spendeerde Carl Cox al zijn zakgeld aan de aanschaf van soul- en funk-platen. Bij zijn verhuizing naar Brighton (1986) kwam hij in aanraking met acid House. Zijn doorbraak kwam in 1988 op de Sunrise rave in Londen. Anno 2005 is hij een van de best betaalde dj's ter wereld.
Hij staat tevens bekend als de '3-deck wizard', omdat hij als een van de eerste dj's met drie draaitafels tegelijk werkte, in plaats van met twee. Hij heeft veel nummers uitgebracht bij verschillende platenmaatschappijen, waaronder zijn eigen label Intec Records.

## Discografie

### Albums
| Album met eventuele hitnotering(en) in de Nederlandse Album Top 100 | Datum van verschijnen | Datum van binnenkomst | Hoogste positie | Aantal weken | Opmerkingen |
| ------------------------------------------------------------------- | --------------------- | --------------------- | --------------- | ------------ | ----------- |
| Second sign                                                         | -                     | 16-4-2005             | 55              | 1            |             |

| Album met hitnotering(en) in de Vlaamse Ultratop 200 albums | Datum van verschijnen | Datum van binnenkomst | Hoogste positie | Aantal weken | Opmerkingen |
| ----------------------------------------------------------- | --------------------- | --------------------- | --------------- | ------------ | ----------- |
| The revolution at space                                     | 22-07-2011            | 03-08-2013            | 189             | 2*           |             |

### Dvd's
| Dvd's met hitnoteringen in de Nederlandse Music Top 30 | Datum van verschijnen | Datum van binnenkomst | Hoogste positie | Aantal weken | Opmerkingen            |
| ------------------------------------------------------ | --------------------- | --------------------- | --------------- | ------------ | ---------------------- |
| The Dvd                                                | 2005                  | 12-03-2005            | 16              | 3            | als Carl Cox & Friends |